# Хюґа (море)

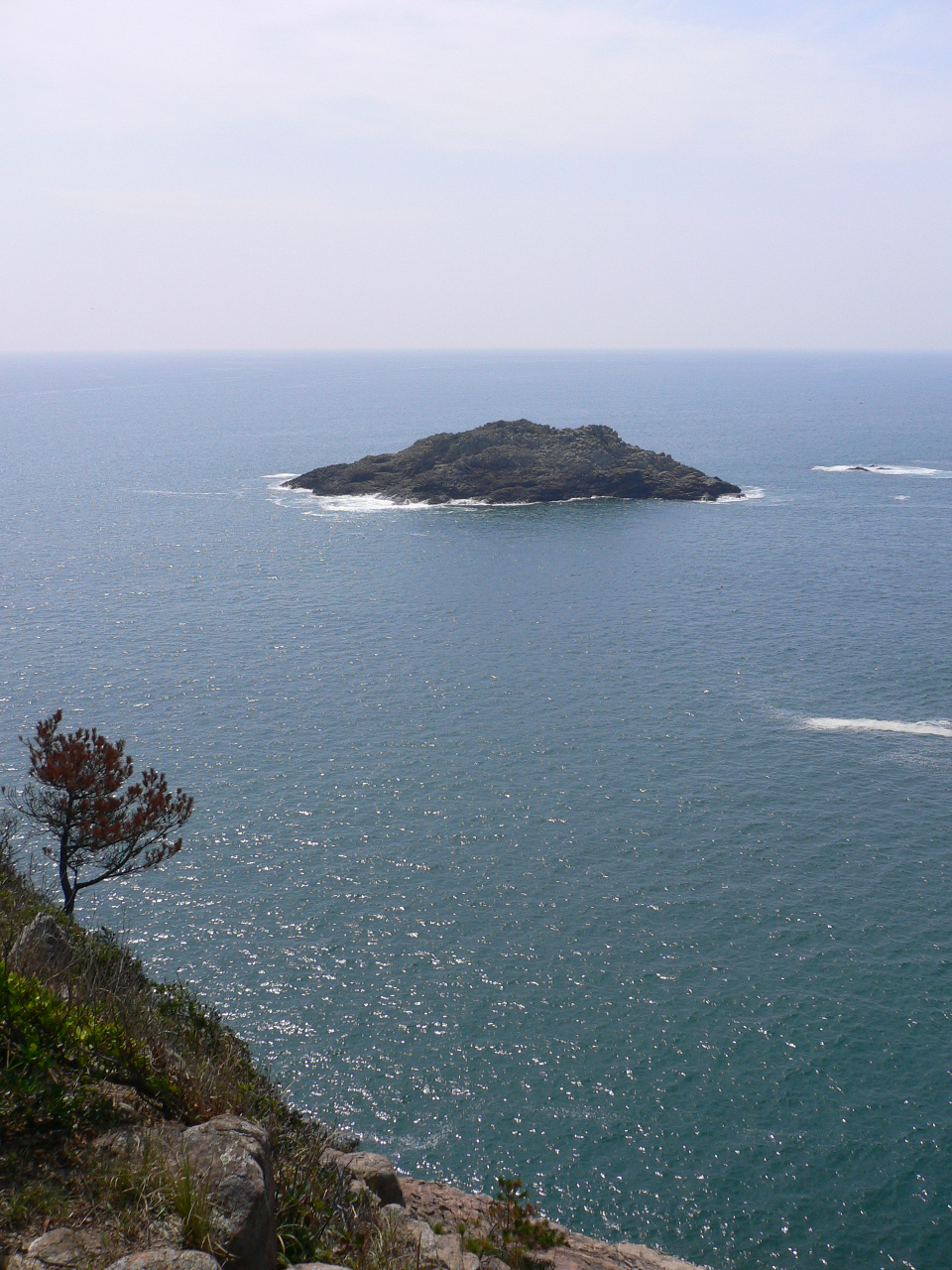
Море Хюґа

Море Хюґа (яп. 日向灘 хюґа нада, відкрите море Хюґа) — море, що розкинулось у північно-західній частині Тихого океану, вздовж східного узбережжя японської префектури Міядзакі.
Тут проносить свої води течія Куросіо, яка далі трохи затримується біля берега, упираючись в острів Сікоку. Через цей район проходять сезонні міграції європейської сардини, звичайного тунця та тунця смугастого, а отже в цих місцях відбувається промисловий вилов цих видів риби. На цих мальовничих берегах створені декілька національних парків, а також аквапарк Seagaia Ocean Dome та багато інших туристичних принад.
Колись цей район був відомим місцем виробництва каменів для гри Ґо, але нині це ремесло зійшло нанівець, оскільки вид молюсків хамаґурі, мушлі яких слугували сировиною, перебуває на межі вимирання.
Раніше тут були численні екосистеми, багато з яких зникло. Тут були місця де збиралися багато видів китів, які нині перебувають під загрозою зникнення: від великих, таких як синій кит, до маленьких, як приміром дельфіни. Гирло річки Ойодо було місцем проживання японського морського лева. Дотепер збереглася географічна назва Мис дельфінів у місті Нічінан.